# Kanchi Wichmann
Pour les articles homonymes, voir Wichmann.
Kanchi Wichmann, née en avril 1974 dans le North Devon en Angleterre, est une productrice, réalisatrice et scénariste britannique.

## Biographie

### Vie privée
Kanchi Wichmann est ouvertement lesbienne.

## Filmographie
| année | film             | réalisatrice | scénariste | productrice | notes           |
| ----- | ---------------- | ------------ | ---------- | ----------- | --------------- |
| 1999  | Travelling Light | Oui          | Oui        | Oui         | court métrage   |
| 2004  | I Don't Exist    | Oui          | Oui        | Oui         | court métrage   |
| 2011  | Break My Fall    | Oui          | Oui        | Oui         | long métrage    |
| 2017  | Mixed Messages   | Oui          | Oui        |             | série télévisée |

## Distinctions
Kanchi Wichmann a été nommée aux BAFTA avec le film Break My Fall qui a été répertorié comme l'un des dix grands films lesbiens par le British Film Institute.